# Dora Gerson
Dora Gerson (Berlin, 1899. március 23. –‎ auschwitzi koncentrációs tábor, 1943. február 14.), német zsidó színésznő, énekes.

## Pályafutása
A lengyel szülők lányaként született Dorothea Gerson Max Reinhardt berlini színésziskolájában végzett. 1920-ban két Karl May-filmben (Auf den Trümmern des Paradieses, Die Todeskarawane) szerepelt. Dora Gerson néven először a berlini Volksbühnénél lépett fel.
1921-ben a Thalia Színházban és más berlini színházakban játszott, de újra és újra visszatért a Volksbühnéhez, ahol többek között Helene Weigel és Heinrich George mellett Galy Gay feleségeként szerepelt Bertolt Brecht Egy fő az egy fő (Mann ist Mann) című darabjában.
1922-ben feleségül ment Veit Harlan rendezőhöz, de a pár hamarosan különvált, és a házasság 1924-ben válással végződött.
Miután elvált férjétől, Dora Gerson különböző berlini színházakban játszott, többek között a Piscator-Bühnében. Emellett számos berlini kabaréban lépett fel sanzonénekesként és kabaréművészként, többek között a Tingel-Tangel-Theaterben és a Die Rakete kabaréban, vendégszerepelt Hollandiában a Scheveninger Kurhaus kabaréban, Kurt Tucholsky, Bertolt Brecht és Erich Kästner szövegeire írt sanzonokat énekelt. Berlinbe visszatérve 1931 telétől 1933 márciusáig Werner Finck Die Katakombe című politikai-irodalmi kabaréjának társulatában játszott.
A nácizmus térnyerése ellehetetlenítette Dora Gerson művészi munkáját. Zsidó származása miatt már 1932 augusztusában a nemzetiszocialista sajtó hecckampányának célpontja volt. 1933-tól már nem szerepelt a német filmművészet alkotóit egybegyűjtő Ton-Film-Führer című kézikönyvben, és megcsappantak a németországi munkalehetőségei. Egyetlen lehetősége az maradt, hogy fellépjen a Zsidó Kulturális Liga által szervezett rendezvényeken. Ezért Hollandiába ment, ahol a német emigráns Ping-Pong kabarétársulatnál dolgozott, majd a Rudolf Nelson Társulat társulatának tagja lett. 1934-ben a Ping-Ponggal vendégszerepelt Svájcban. Zürichben a Cornichon kabaréban lépett fel, a németországi politikai fejleményekre utaló, korszakkritikus szövegeket szavalt, sanzonokat énekelt.
Amikor a svájci hatóságok nem újították meg a tartózkodási engedélyét, Dora Gerson visszatért Hollandiába, majd 1935 áprilisában Berlinbe. A nürnbergi faji törvények következtében 1935-től nem kaphatott munkát színészként. Berlinben egy zsinagóga pincéjében öt dalt vett lemezre a Kulturbund Deutscher Juden által támogatott Lukraphon lemezcég számára, köztük a Vorbei és a Die Welt is klein geworden címűt.
1936-ban Dora Gerson Hollandiába menekült, kisebb kabaréegyüttesekkel turnézott, és mozikban lépett föl a filmek közti szünetekben. 1937-ben Amszterdamban feleségül ment a nála hét évvel fiatalabb Max Sluizer holland textilgyároshoz. A házasságból, amely révén holland állampolgárságot kapott, két gyermeke született: Miriam 1937-ben, Abel Juda pedig 1940-ben. 1938-ban ő szinkronizálta a gonosz mostohát a Hófehérke és a hét törpe című Walt Disney-film német nyelvű változatában. (A filmet azonban csak 1951-ben mutatták be Németországban.) Dora Gerson egyre inkább visszavonult a színpadtól, 1939 februárjában volt az utolsó fellépése.

## Halála
Hollandia 1940-es német megszállása tovább nehezítette Dora Gerson életét. Zsidóként veszélyben volt Amszterdamban is. Volt férje, Veit Harlan időközben sikeres filmrendező lett Németországban a nácik szolgálatában. Több monumentális propagandafilmet készített, ezek közül is a Jud Süß című antiszemita gyűlöletfilm a legismertebb. Dora Gerson segítséget kért volt férjétől, levelére azonban nem kapott választ.
1942-ben Gerson férjével és két gyermekükkel megkísérelt Franciaországon keresztül Svájcba menekülni, azonban a határ francia oldalán elfogták őket. A családot először a Párizs melletti drancyi gyűjtőtáborban tartották fogva, majd az auschwitzi koncentrációs táborba deportálták, ahol 1943. február 14-én mind a négyüket gázkamrában meggyilkolták.

## Képmásai
Dora Gersonról több fénykép is fennmaradt. Ezek között a legkorábbit első férje, Veit Harlan készítette az 1920-as évek elején. A kép félprofilból ábrázolja a huszonéves Gersont. Besnyő Éva 1936-ban, Amszterdamban készített portrét róla. Korabeli holland újságokban megjelent több kép is különböző fellépéseiről.
A washingtoni United States Holocaust Memorial Museum gyűjteményében szerepel egy fényképes igazolvány, amelyet 1942 áprilisában állított ki a német megszálló hatóság a lengyelországi Łódźban egy Dora Gerson nevű, łódźi születésű, a színésznő Dora Gersonnal nagyjából egyidős zsidó nőnek. Az igazolványról készült kép gyakran illusztrálja tévesen a Dora Gersonról szóló cikkeket, azonban a két Dora Gerson között csak névrokonság áll fenn. A łódźi Dora Gerson túlélte a háborút.

## Forrás
- Volker Kühn: Dora Gerson. Lexikon verfolgter Musiker und Musikerinnen der NS-Zeit, 2017. március 30. (Hozzáférés: 2022. december 20.)

## Fordítás
- Ez a szócikk részben vagy egészben  a   Dora Gerson (Schauspielerin) című német Wikipédia-szócikk fordításán alapul.  Az eredeti cikk szerkesztőit annak laptörténete sorolja fel. Ez a jelzés csupán a megfogalmazás eredetét és a szerzői jogokat jelzi, nem szolgál a cikkben szereplő információk forrásmegjelöléseként.